# Канделябр

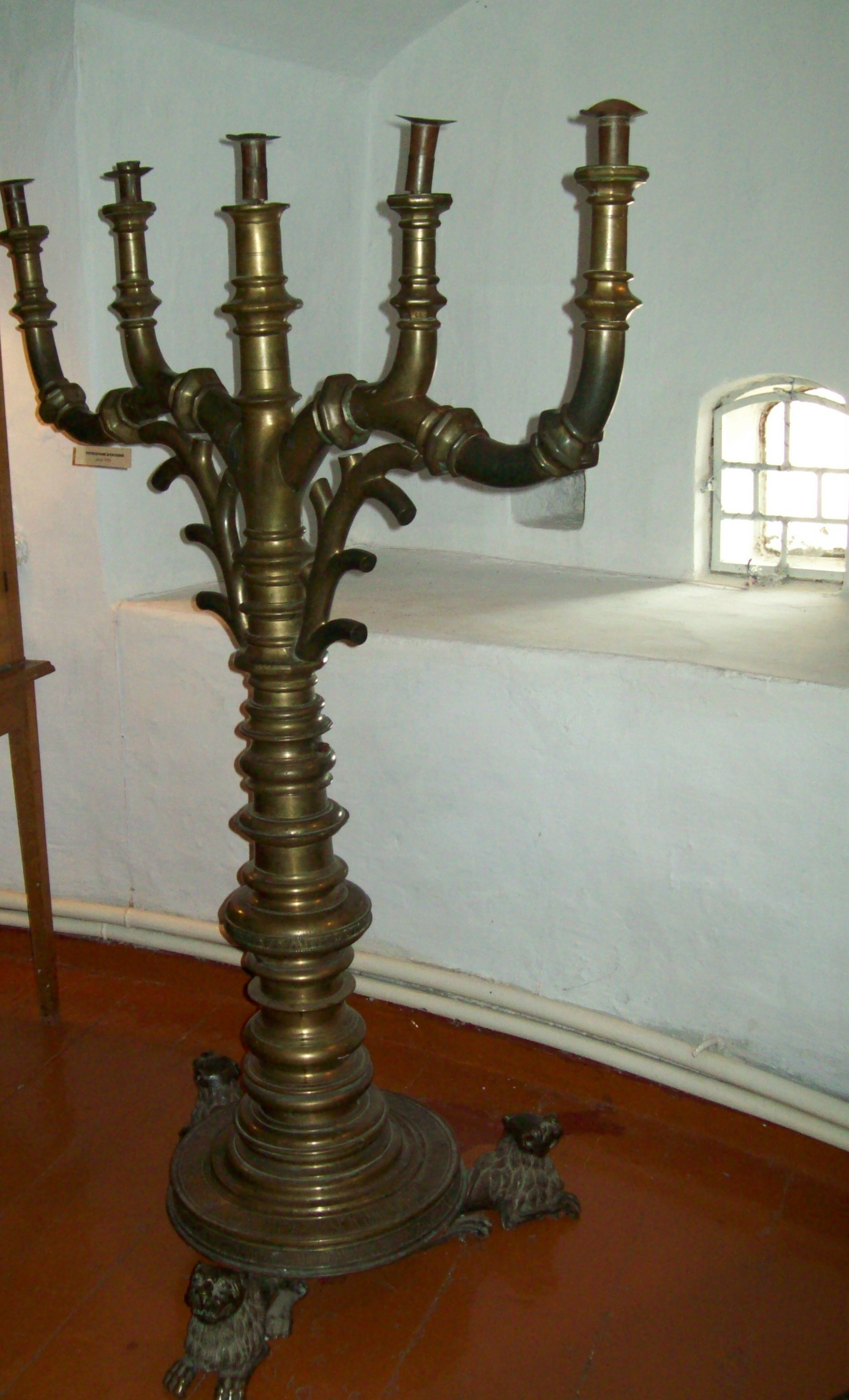
Канделябр (свічник), Острозький замок

Канделя́бр (фр. candélabre від лат. candela — «свічка») — декоративна підставка (свічник) з розгалуженнями для тримання свічки або декількох свічок чи ламп.
Виготовлялися з металу, кераміки, дерева і, навіть кришталю.
З приходом електрики, свічки і свічники поступово витіснені чистішим, яскравішим та безпечнішим електролампам.
Сучасні свічники, найчастіше виготовлені з металу, і досі використовуються у тих областях, у яких немає електрики та в більшості культових місць, де призначення свічників з часом не змінилося.
Деякі люстри для свічок тепер переробляються під електричні лампи. Ці перетворення здійснюються, насамперед, з естетичних причин, щоби поєднати гарні антикварні речі з сучасними технологіями.

## Канделябри-символи
В історії та культурі різних народів світу свічники певної форми, набували важливого символічного значення, ставали невід'ємними атрибутами релігійного культу і навіть символами певної нації.

### Український свічник-трійця
Українці мали у сиву давнину свій ритуально-символічний канделябр: тристовбурний свічник-трійця — традиційний обрядовий свічник українців, що використовувався під час великих свят, пов'язаних

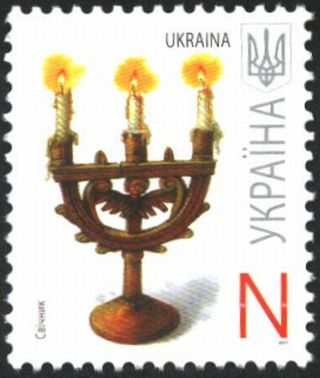
Гуцульський свічник-трійця

зі стародавнім язичницьким культом вогню й води (Водохреща, Стрітення та інше). За формою нагадує тризуб, державний герб України. Виготовлявся раніше з дерева.
Найкраще зберігся звичай виготовляти такі обрядові свічники-трійці на Гуцульщині та Покутті. На іншій території України у XIX-ХХ століттях було розповсюджено звичай, виготовляти обрядові свічки у формі таких канделябрів.
На заході Україні та у Білорусі існував такий звичай: до днів окремих християнських святих робили спільну свічку вагою до шістдесяти кілограмів, що нагадувала фігуру людини та мала два виступи, схожі на руки (за формою, виходила величезна свічка-трійця). На неї одягали сорочку. У день певного святого, селяни з цією свічкою обходили все село. Якщо до господаря заходили з такою свічкою, то він мав дати трохи збіжжя на громадські потреби. Після обходу свічку зберігали до наступного свята в одній із родин. Вірили, що така свічка може принести щастя й добро мешканцям оселі, де вона «зупиниться».

### Єврейська менора

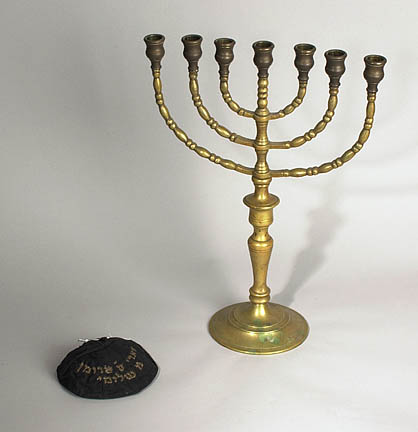
Менора — канделябр, єврейський релігійний атрибут

10 агорот

Найвідомішим у світі, є свічник з сімома розгалуженнями «менора» — один з найдавніших символів юдаїзму. Зображення менори (разом із Зіркою Давида) є найпоширенішою національною і релігійною єврейською емблемою. Менору зображено на гербі Держави Ізраїль, на монеті у 10 агорот.

### У культурі етрусків
Канделябри зустрічаються у культурі етрусків. Канделябр являв собою підставку з дерева або металу (срібла, бронзи, заліза). Висота канделябра сягала 1,6 метра. Стрижень було закріплено на ніжках, часто у формі лап тварин. На стрижні закріплювалось гніздо свічника, іноді воно переміщувалось уздовж стрижня. Часто канделябр завершувався чотирма свічниками..